# Wilhelm von Doering (General, 1791)

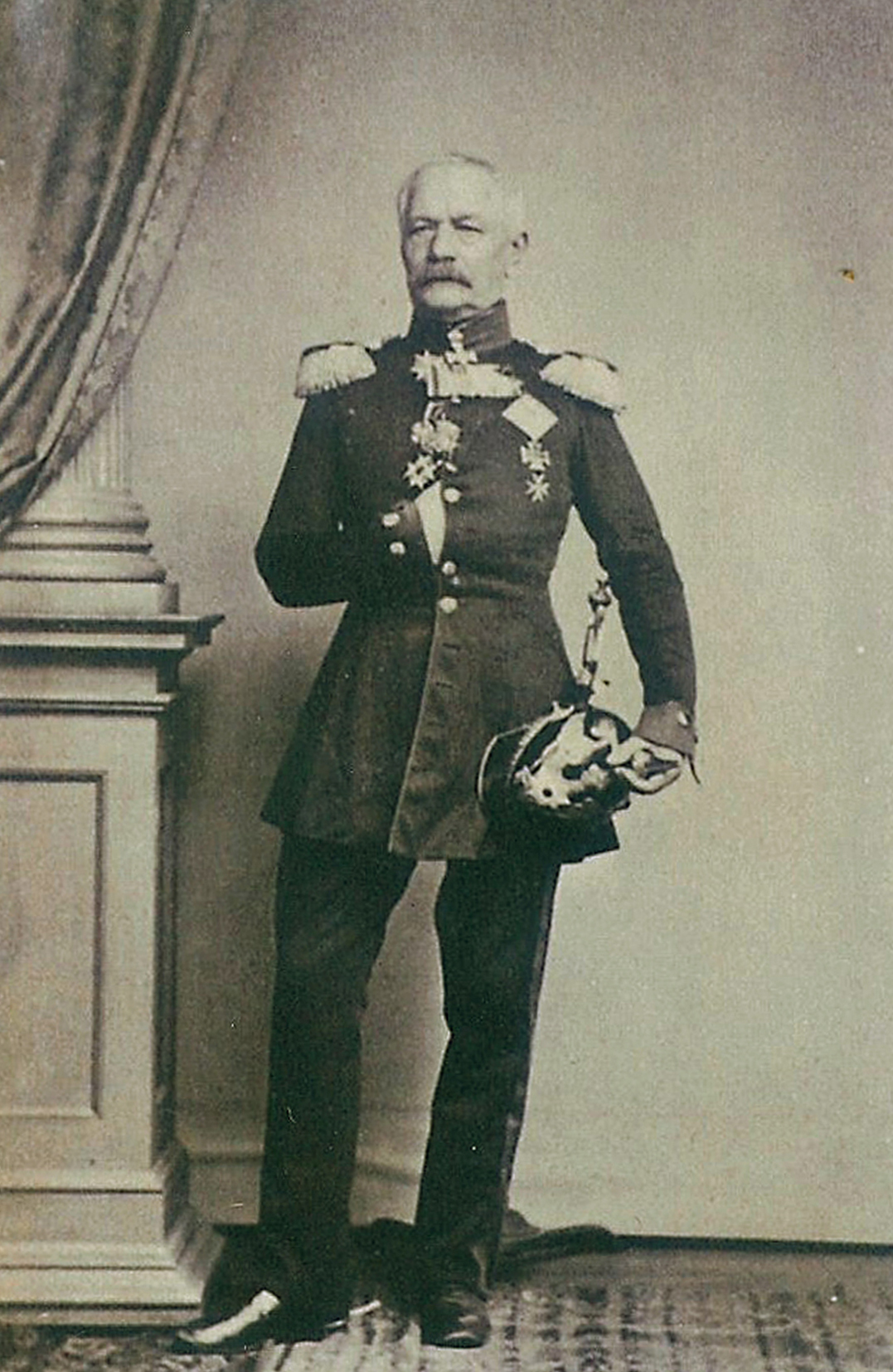
Wilhelm von Doering (1791–1866)

Karl Heinrich August Wilhelm Doering, ab 1818 von Doering (* 22. Oktober 1791 in Cosel; † 30. Juli 1866 in Cranz) war ein preußischer Generalleutnant.

## Leben

### Herkunft
Er war der Sohn des preußischen Kapitäns im Ingenieurkorps Heinrich Friedrich Wilhelm Döring (1766–1822) und dessen Ehefrau Helene Dorothea Karoline, geborene Weyde (1774–1813).

### Militärkarriere
Doering besuchte die Erziehungsanstalt in Gnadenfrei und trat 1805 als Gefreiterkorporal in das Füsilierbataillon „von Boguslawski“ der Preußischen Armee ein. Dort stieg er Anfang Januar 1806 zum Portepeefähnrich auf. Wenige Tage vor seinem 15. Geburtstag erlebte er im Oktober 1806 die dramatische Schlacht bei Jena und Auerstedt. Verwundet geriet er für 18 Monate in französische Gefangenschaft und kam nach dem Frieden von Tilsit am 15. Dezember 1808 zum 1. Infanterie-Regiment (Ostpreußisches). Doering avancierte im März 1809 zum Sekondeleutnant und nahm 1812 an der Seite Frankreichs am Russlandfeldzug teil. Während der Befreiungskriege kämpfte er bei Großgörschen, wofür Doering das Eiserne Kreuz II. Klasse erhielt. Er nahm außerdem an den Schlachten bei Bautzen und an der Katzbach teil. Für sein Verhalten bei Leipzig wurde er mit dem Orden des Heiligen Wladimir IV. Klasse und für Löwenberg mit dem Eisernen Kreuz I. Klasse ausgezeichnet.
Am 10. April 1815 wurde Doering in die Adjutantur versetzt. Sechs Tage später kam er als Premierleutnant und Adjutant zur Brigade in Königsberg. Nachdem er Ende März 1817 zum Kapitän befördert worden war, wurde Doering am 26. Januar 1818 durch König Friedrich Wilhelm III. in den erblichen preußischen Adelsstand erhoben. Vom 6. April 1823 bis zum 6. Juni 1824 war er Adjutant des Gouvernements Königsberg und anschließend Adjutant der 4. Division. In dieser Eigenschaft fungierte Doering zeitgleich ab dem 1. Oktober 1825 auch als Direktor der Divisionsschule der 4. Division. Ende März 1828 kehrte er in den Truppendienst zurück und wurde Kompaniechef im 9. Infanterie-Regiment (genannt Colbergsches) in Anklam. Mit der Beförderung zum Major schloss sich vom 30. März bis zum 5. Oktober 1830 eine Verwendung im 40. Infanterie-Regiment an. Doering wurde dann als Bataillonskommandeur in das 2. Garde-Regiment zu Fuß versetzt und in dieser Eigenschaft am 10. September 1840 zum Oberstleutnant befördert. Am 14. Dezember 1841 zunächst mit der Führung des Garde-Füsilier-Regiments beauftragt, wurde Doering am 26. April 1842 zum Regimentskommandeur ernannt und in dieser Stellung am 22. März 1843 zum Oberst befördert. Am 13. Juli 1848 folgte seine Ernennung zum Kommandeur der 1. Infanterie-Brigade sowie am 8. Mai 1849 die Beförderung zum Generalmajor. Anlässlich des Krieges um Schleswig-Holstein machte seine Brigade Ende Mai 1849 mobil und wurde in Norddeutschland eingesetzt. Doering fungierte zeitgleich von Mitte Oktober bis Anfang Dezember 1849 auch als Kommandeur der preußischen Truppen in Hamburg. Anschließend war er für ein halbes Jahr Kommandeur der 2. Infanterie-Brigade sowie für drei Monate der 9. Infanterie-Brigade, um anschließend wieder die 1. Infanterie-Brigade zu übernehmen. In Würdigung seiner Leistungen wurde ihm am 6. August 1851 der Rote Adlerorden II. Klasse mit Eichenlaub verliehen. Als Generalleutnant erhielt Doering am 8. Juni 1854 seinen Abschied mit der gesetzlichen Pension. Am 21. Februar 1857 wurde er schließlich mit Pension zur Disposition gestellt.
Doering war Ehrenritter des Johanniterordens.

### Familie
Doering heiratete am 18. Oktober 1818 in Königsberg in Preußen die Freiin Gertrud Marianne Emma von Buddenbrock (1800–1820). Aus dieser Ehe ging der spätere preußische Generalmajor Wilhelm von Doering hervor. Nach dem frühen Tod seiner ersten Frau ehelichte Doering am 2. Dezember 1823 in Königsberg Minna von Montowt (1802–1865). Der Ehe entstammen:
- Ferdinand Roderich (* 1824) (nach Amerika ausgewandert und dort verheiratet)
- Emma (1826–1894) ⚭ Louis von Werder (1816–1879), Oberforstmeister, Sohn von Generalleutnant Wilhelm von Werder
- Valerie (1827–1912) ⚭ Hermann von Loga (1816–1891), Herr auf Wichorsee, Landrat, Eltern von Hermann von Loga
- Magnus Alexander Gustav (1830–1896), Oberst a. D. ⚭ 1858 Hedwig Boie (1832–1909),[5] Eltern von Hans Georg von Doering
- Hedwig  ⚭ N.N. Schmiedel, Oberforstmeister